# فضای لبگ
در ریاضیات، فضاهای {\displaystyle L^{p}} فضای توابع است که با استفاده از تعمیم طبیعی {\displaystyle p}-نرم ها برای فضاهای برداری متناهی بعد تعریف شده اند. برخی مواقع به این فضاها، به افتخار هنری لبگ فضاهای لبگ هم می گویند (Dunford & Schwartz 1958, III.3)، گرچه بر اساس گروه بورباکی (Bourbaki 1987) اولین بار توسط فریگیس ریش (Riesz 1910) معرفی شدند. فضاهای {\displaystyle L^{p}} کلاس مهمی از فضاهای باناخ را در آنالیز تابعی و فضاهای برداری توپولوژیکی تشکیل می دهند. همچنین فضاهای لبگ به علت نقششان در آنالیز ریاضیاتی فضاهای اندازه ای و احتمالاتی، در بحث نظری مسائل فیزیکی، آماری، مالی، مهندسی و دیگر شاخه ها مورد استفاده قرار گرفته‌اند.